# Хаутхьолст
Хаутхьолст (на нидерландски: Houthulst) е селище в Северозападна Белгия, окръг Диксмойде на провинция Западна Фландрия. Населението му е около 9100 души (2006).